# Скоробогатов, Константин Васильевич
Константи́н Васи́льевич Скоробога́тов (1887—1969) — русский советский актёр театра и кино, театральный режиссёр. Народный артист СССР (1953). Лауреат пяти Сталинских премий второй степени (1941, 1948, 1949, 1951 — дважды).

## Биография
Родился 22 февраля [6 марта] 1887 года в селе Александровском (ныне — в черте Санкт-Петербурга).
В 1897 году окончил церковно-приходскую земскую школу. Уже с 10 лет работал на Обуховском заводе, окончил военно-техническую школу при заводе. В 1903—1904 годах учился в Императорском лесном институте (ныне — Санкт-Петербургский государственный лесотехнический университет).
С 1905 года начал выступать на сценах любительских театров петербургских окраин. В 1917—1918 годах — актёр Петроградского театра Павловой «Привал комедиантов». В 1918—1920 годах — актёр и режиссёр Саратовского губернского театра (ныне — Саратовский театр драмы имени И. А. Слонова), в 1920—1922 — Самарского городского театра, в 1922—1925 — Ленинградского театра им. А. В. Луначарского при Путиловском заводе, в 1925—1926 — Иркутского городского «Красного театра».
В 1926 году вернулся в Ленинград. В 1926—1927 годах — актёр Ленинградского театра Строителей, в 1928—1935 — Большого драматического театра (ныне — имени Г. А. Товстоногова).
С 1936 года — актёр Ленинградского театра драмы им. А. С. Пушкина (ныне — Александринский театр), в 1951—1958 — директор театра.
Автор книги «Жизнь и сцена» (1970).
В Ленинграде актёр жил на Бородинской улице, д.13 (дом театральных работников) и на Дворцовой наб., д.12-16, на котором установлена мемориальная доска.
Умер 28 июля 1969 года в Ленинграде (ныне — Санкт-Петербург). Похоронен на Литераторских мостках Волковского кладбища.

Могила Скоробогатова на Литераторских мостках в Санкт-Петербурге.

В роли Суворова («Полководец Суворов» И. Бахтерева и А. Разумовского, 1939)

В роли Луки. Сатин — Н. К. Симонов. «На дне» М. Горького, 1957 г.

В роли В. И. Ленина. «Ленин» А. Каплера и Т. Златогоровой в Театре драмы им. А. С. Пушкина, 1939

## Семья
- Первая жена — Мария Ивановна (1890—1957)
- Дочери — Лариса Рунова (1910—1987) и Галина Скоробогатова (1918—1997), артистка Малого Театра, заслуженная артистика РСФСР, исполнительница одной из главных ролей в фильме «Вдовы» (1976)

## Звания и награды
- Заслуженный артист РСФСР
- Народный артист РСФСР (1940)
- Народный артист СССР (1953)
- Сталинская премия второй степени (1941) — за выдающиеся многолетние достижения
- Сталинская премия второй степени (1948) — за исполнение главной роли в фильме «Пирогов» (1947)
- Сталинская премия второй степени (1949) — за исполнение главной роли в спектакле «Полководец Суворов» И. В. Бахтерева и А. В. Разумовского[5]
- Сталинская премия второй степени (1951) — за исполнение роли В. И. Ленина в спектакле «Незабываемый 1919-й» В. В. Вишневского
- Сталинская премия второй степени (1951) — за исполнение роли адмирала С. О. Макарова в фильме «Александр Попов»
- Орден Ленина (1957)
- Два ордена Трудового Красного Знамени (1939, 1947)
- Медаль «За оборону Ленинграда» (1945)
- Медаль «За доблестный труд в Великой Отечественной войне 1941—1945 гг.» (1945)
- Медаль «В память 250-летия Ленинграда» (1957)

## Творчество

### Большой драматический театр( 1926—1935)
- «Любовь Яровая» К. А. Тренёва — Швандя
- «Разлом» Б. А. Лавренёва — Годун
- 1926 — «Шторм» В. Н. Билль-Белоцерковского — Братишка[2]
- 1932 — «Егор Булычов и другие» М. Горького — Егор Булычов
- 1933 — «Достигаев и другие» М. Горького — Достигаев

### Ленинградский академический театр драмы им. А. С. Пушкина
- 1936 — «Слава» В. М. Гусева — Михаил Михайлович Черных
- 1936 — «Свадьба Кречинского» А. В. Сухово-Кобылина — Фёдор
- 1937 — «На берегу Невы» К. А. Тренёва — В. И. Ленин
- 1937 — «Ленин» А. Я. Каплера и Т. С. Златогоровой — В. И. Ленин
- 1939, 1949 — «Полководец Суворов» И. В. Бахтерева и А. В. Разумовского — А. В. Суворов
- 1940 — «Зыковы» М. Горького — Антип Зыков
- 1941 — «Дворянское гнездо» по И. С. Тургеневу — Лемм
- 1942, 1953 — «Горячее сердце» А. Н. Островского — Серапион Мардарьевич Градобоев
- 1943 — «Нашествие» Л. М. Леонова — Таланов
- 1943 — «Кремлёвские куранты» Н. Ф. Погодина — В. И. Ленин
- 1944 — «Отелло» У. Шекспира — Яго
- 1945 — «Памятные встречи» А. Утевского — Завьялов
- 1951 — «Незабываемый 1919-й» Вс. В. Вишневского — В. И. Ленин
- 1954 — «Гамлет» У. Шекспира — Полоний
- 1956 — «На дне» М. Горького — Лука
- 1957 — «Одна ночь» Б. Л. Горбатова — Богатырёв
- 1961 — «Потерянный сын» А. Н. Арбузова — Шварц

### Роли в кино
- 1936 — Федька — полковник Степанов
- 1937 — Пугачёв — Емельян Пугачёв
- 1939 — Огненные годы — Фёдор Палаш
- 1940 — Разгром Юденича — рабочий Иван Егорович
- 1941 — Отец и сын — Никита Иванович Удалов
- 1945 — Небесный тихоход — Петров, генерал-майор
- 1945 — Простые люди — старый инженер
- 1947 — Пирогов — Николай Иванович Пирогов
- 1949 — Александр Попов — адмирал С. О. Макаров
- 1951 — Белинский — крестьянин
- 1953 — Горячее сердце (фильм-спектакль) — Градобоев Серапион Мордариевич
- 1953 — Честь товарища — генерал Полуэктов
- 1954 — Герои Шипки — Николай Иванович Пирогов
- 1955 — Таланты и поклонники — Мартын Прокофьич Нароков
- 1956 — Дорога правды — Бубнов
- 1956 — Одна ночь (фильм-спектакль) — Богатырёв
- 1957 — Лично известен — эпизод
- 1958 — Счастье надо беречь — Данила
- 1958 — День первый — Рабочий-путиловец
- 1958 — Киевлянка — Матвей Степанович
- 1959 — Строгая женщина — Кузьма